# 賀集村
賀集村（かしゅうむら）は、兵庫県三原郡にあった村。現在の南あわじ市賀集各町にあたる。

## 地理
- 河川：牛内川

## 歴史
- 1889年（明治22年）4月1日 - 町村制の施行により、賀集村・福井村・八幡村の区域をもって成立。
- 1955年（昭和30年）4月7日 - 北阿万村・阿万町・灘村と合併して南淡町が発足。同日賀集村廃止。

## 交通

### 鉄道路線
- 淡路交通
  - 鉄道線：賀集駅 - 御陵東駅